# Prosopocera maublanci
Prosopocera maublanci är en skalbaggsart som beskrevs av Jean François Villiers 1942. Prosopocera maublanci ingår i släktet Prosopocera och familjen långhorningar.
Artens utbredningsområde är Gabon. Inga underarter finns listade i Catalogue of Life.